# Зоро
Вижте пояснителната страница за други значения на Зоро.
Зоро (на испански: Zorro [соро] – лисугер, мъжка лисица) е измислен герой от роман на Джонсън Маккъли, появил се през 1919 г. Зоро е защитник на бедните от своеволията на властимащи, престъпници и злодеи. Зад този очарователен бандит всъщност се крие личността на благородника дон Диего де ла Вега, майстор на рапирата, който живее в Испания и мексиканската част на Калифорния, в огромен замък, в чието подземие с тайни проходи той се превръща в Зоро.
Облеклото на героя включва изцяло черен костюм с развяващ се плащ, черна шапка в андалуски стил с голяма периферия и черна маска, която прикрива горната част на лицето му. Със своята рапира той оставя знак, който е негова запазена марка – голямо Z, изписано с три замаха на сабята. Друг негов известен атрибут е камшикът.

## В културата и изкуството
Образът на Зоро е претворен в няколко кино и телевизионни филма, както и няколко книги.

### Филми
- Знакът на Зоро (1920 г.; с Дъглас Феърбанкс)
- Знакът на Зоро (1940 г.; с Тайрън Пауър)
- Знакът на Зоро (1972 г.; с Франк Лангела и Ивон де Карло)
- Маската на Зоро (1998 г.; с Антъни Хопкинс, Антонио Бандерас, Катрин Зита-Джоунс)
- Легендата за Зоро (2005 г.; Ан. Бандерас, Катрин Зита-Джоунс)

### Сериали
- Зоро (1975 г.; с Ален Делон)
- Зоро – Шпагата и розата (2008 г.; с Кристиян Майер, Марлене Фавела и Освалдо Риос)
- Легенда за Зоро – анимационен сериал (2005 г.)

### Сходни образи в киното
Филмите за Зоро вдъхновяват филми за сходни образи – например „Царицата на рапирите“ (2010 г.; с Теси Сантяго), която е женски еквивалент на Зоро.

### Художествена литература
Образът на Зоро или на герои, свързани с него (Хоакин Муриета, Елена Муриета), се появяват и в художествената литература – Тайната на Зоро (Робърт Блонд/Богдан Русев – книга-игра; 1998 г.) и Докосни зората (Шели Милър; 2013 г.).

### Образ вдъхновил създаване на други герои
Зоро е вдъхновнение за много автори. Любопитно е, че Боб Кейн ползва Зоро като вдъхновение за Батман. Според него Батман е трябвало да бъде комбинация между Зоро, Дракула и Шерлок Хомс. Кейн признава вдъхновението си от  "Знакът на Зоро" (1920) с Дъглас Феърбанкс и от "Шепотът на прилепите" (1930)